# 드루이드
드루이드(영어: druid; 라틴어: druis 드루이스[*]; 웨일스어: derwydd 데루어드; 고대 아일랜드어: druí 드리; 스코틀랜드 게일어: draoidh 드리)는 고대 켈트족의 고위 전문직 계급이다. 성직자로 가장 널리 알려져 있지만, 드루이드들은 동시에 법조인, 심판관, 설화구전사, 의료인, 정치자문관이기도 했다. 드루이드들은 글을 읽고 쓸 줄 알았지만, 자신들의 지식을 써서 남기는 것이 교리적인 이유로 금지되었다. 때문에 드루이드들 스스로 자신들을 설명하는 기록 같은 것을 남긴 것이 없다. 하지만 로마인이나 그리스인 같은 동시대의 다른 민족들이 남긴 기록을 통해 드루이드들의 모습을 추척할 수 있다.
드루이드가 언급되는 가장 이른 기록은 기원전 4세기이며, 기원전 50년대에 율리우스 카이사르가 쓴 『갈리아 전기』에서 처음으로 상세한 설명이 이루어진다. 그 외에도 키케로, 타키투스, 가이우스 플리니우스 세쿤두스 등의 그리스로마인들이 드루이드에 관한 기록을 남겼다. 로마가 갈리아를 침략한 이래로, 기원후 1세기 황제들인 티베리우스와 클라우디우스 치하에서 드루이드교는 탄압당했고, 2세기가 되면 완전히 사라진다.
이후 드루이드는 기독교화가 끝난 아일랜드 땅의 신화·전설에서 마법사의 일종으로 묘사되면서, 기독교의 도래를 반대하는 기성세력으로 묘사된다. 18-19세기에 켈트 부흥주의의 흐름을 타고 고대 드루이드의 사상을 복원하려는 신이교주의 집단들이 출현했는데, 이들의 운동을 신드루이드교라고 한다. 18세기 학자들이 형성한 드루이드에 관한 잘못된 해석들이 현재까지 통념으로 널리 퍼져 있지만, 최신 연구들은 이런 통념들을 여러 모로 부정하고 있다.

## 어원
영어 낱말 "드루이드(영어: druid)"는 라틴어 "드루이데스(라틴어: druidēs)"에서 비롯되었다. 드루이데스는 복수형이며, 로마인들이 켈트족의 고위 성직-법률 계급을 지칭한 말이었다. 또한 라틴어로 "드루이다이(라틴어: druidae)"라는 형태도 발견되고, 그리스 쪽에서도 "드루이데스(고대 그리스어: δρυΐδης)"라는 말을 사용했다. 고대 켈트족이 스스로 이들을 어떻게 불렀는지는 알 수 없지만, 후대에 발견되는 중세 켈트어 형태들 역시 라틴어 형태와 비슷하다(고대 아일랜드어: druí 드리, 고대 콘월어: druw 드루, 중세 웨일스어: dryw 드러우). 이런 중세 켈트어들의 형태로 재구성해본 고대 켈트조어 형태는 아마 드루위드스(*dru-wid-s), 복수형은 드루위데스(*druwides)로 추측되며, 그 사전적 의미는 "참나무-아는 사람(영어: oak-knower)"이다. 이 두 성분은 인도유럽조어 어원 *deru-(영어: tree, 영어: true의 어원이기도 함)와 *weid-("보다"라는 뜻)까지까지 거슬러 올라간다. 이 "나무-아는 사람" 또는 "나무-보는 사람"이라는 의미구성은 가이우스 플리니우스 세쿤두스의 기록에 의해서도 뒷받침된다. 플리니우스는 『박물지』에서 "드루이데스"라는 말이 그리스어로 참나무를 의미하는 "드리스(고대 그리스어: δρύς)"와 그리스어 접미사 "-이데스(고대 그리스어: -ιδης)"의 합성어라고 서술했다. 게일어 "드리"와 웨일스어 "드러우"는 굴뚝새를 의미하기도 하는데, 어쩌면 이것은 게일-웨일스 전통에서 굴뚝새를 조점술에 이용하는 것과 관련이 있을 수도 있다. 또 유럽찌르레기를 나타내는 현대 게일어 어휘 역시 'druid'이며, 드루이드가 새와 관련된 직업이었다는 추측에 무게를 실어준다.

## 교리

### 사회적 역할과 양성

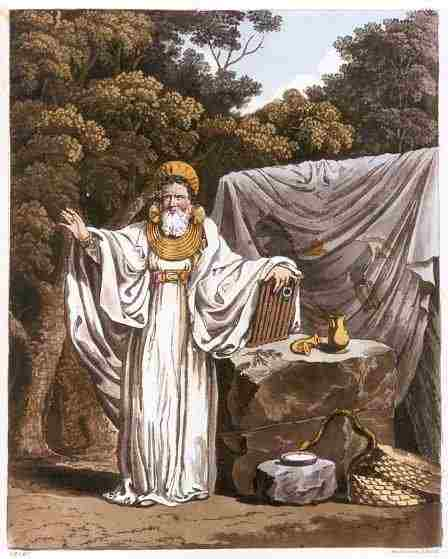
1815년 S. R. 메이릭과 C. H. 스미스가 저술한 『브리튼 제도 원주민 복식』의 드루이드 상상화. 목에 차고 있는 고지트는 아일랜드 청동기 시대 유물에서 착안해 그린 것이다. 해당 유물은 총 9점이 발굴되었고 그 중 7점이 아일랜드 국립박물관에 소장되어 있다. 모두 연대는 기원전 800년에서 700년 사이.

동시대의 그리스 로마 문헌이나 후대의 게일 문헌 모두 공통적으로 드루이드가 켈트족 사회에서 중요한 역할을 맡았다고 묘사하고 있다. 율리우스 카이사르에 따르면 드루이드는 전사귀족들(카이사르는 그들을 로마식으로 해석해 기사라고 기록함)과 함께 켈트족의 가장 중요한 사회집단을 이루었고, 갈리아·브리타니아·아일랜드의 드루이드들은 예배·희생·점복·사법을 담당하는 계급이었다. 또한 카이사르는 드루이드들은 병역과 납세의 의무가 면제되며, 백성들을 종교적 축제에서 파문시켜 사회적으로 매장할 수 있는 권력이 있다고 기록했다. 그리스의 디오도로스 시쿨로스와 스트라본 역시 드루이드가 갈리아 사회에서 상당한 중요성을 가지고 있으며, 드루이드는 전쟁을 멈출 수 있을 정도로 존경을 받는다고 기록했다.
한편, 드루이드의 가르침이 동굴이나 숲 속 같은 외딴 곳에서 비밀리에 이루어진다는 기록을 처음으로 남긴 것은 폼포니우스 멜라다. 드루이드의 가르침은 많은 수(首)의 운문의 형태로, 마음으로 익히는 식으로 전승되었다. 카이사르에 따르면 드루이드가 되는 가르침을 다 받기 위해서는 20년씩 걸릴 수도 있었다. 그래서 그 기간 동안 제자 드루이드가 스승 드루이드에게 무엇을 배우는지는 순전히 추측의 영역에 남아 있다. 드루이드는 순전히 구전 전통으로 계승되었기에 그들의 교리라는 운문들은 원문은 물론이고 번역문의 형태로도 단 한 수도 남아있지 않다. 카이사르는 갈리아인들은 일상적인 목적으로 그리스 문자를 사용했으나, 드루이드의 가르침은 말로만 전해졌다고 한다. 카이사르가 살던 시기가 되면 갈리아어는 그리스 문자를 버리고 라틴 문자를 표기 문자로 사용하게 된 바, 아마 카이사르는 이 부분을 쓰면서 자기보다 선대의 저술을 그대로 베껴쓴 것 같다.

### 희생제의

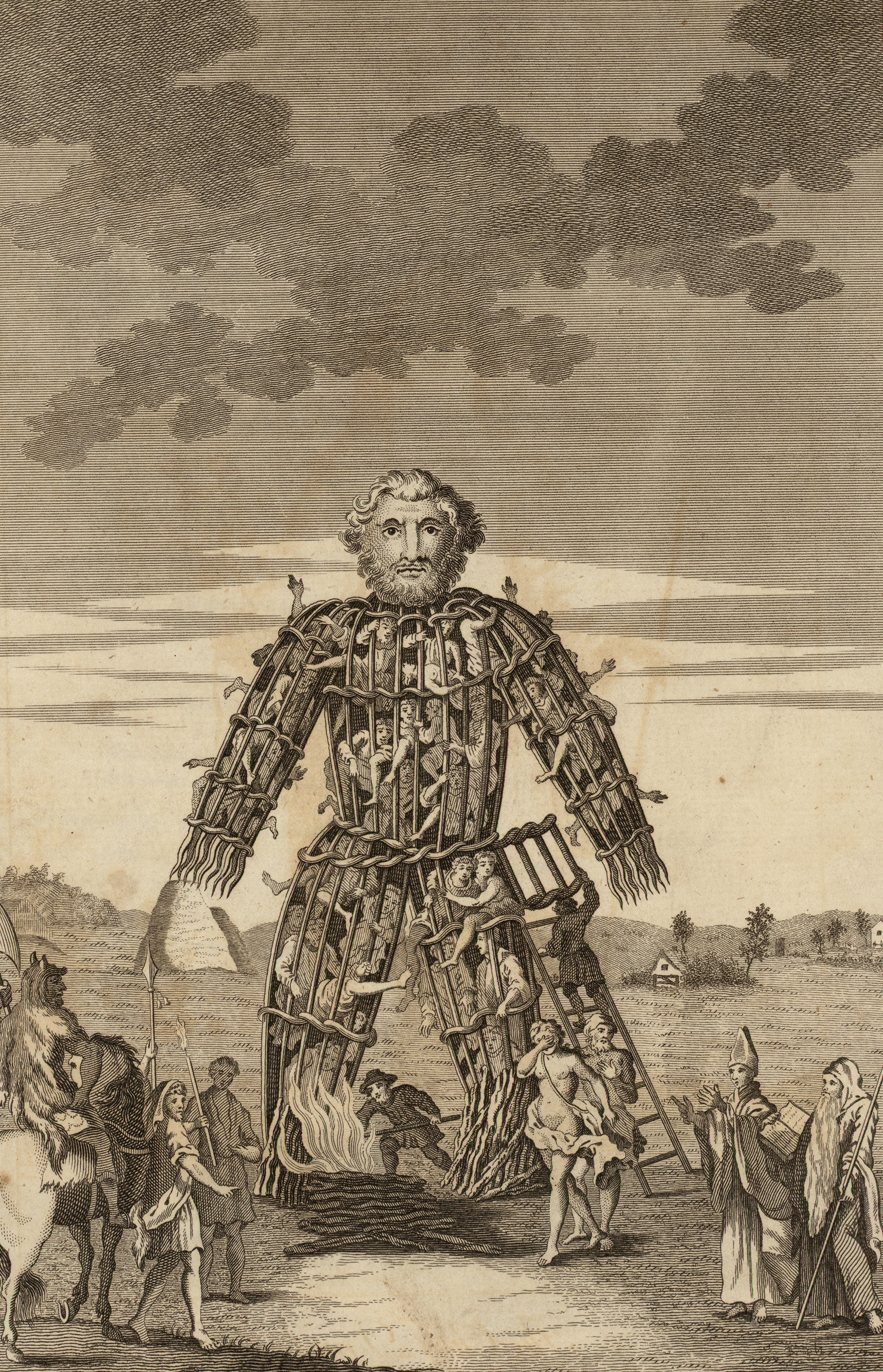
1753년 영어판 『갈리아 전기』에 실린 위커맨 삽화.

그리스-로마 저술가들은 드루이드들이 성직자로서 인신공양을 집전했는 기록을 많이 남겼다. 카이사르에 따르면 도둑을 비롯한 범죄자들을 주로 산제물로 바쳤는데, 잡혀 있는 범죄자가 없을 경우 무고한 사람도 제물로 바칠 수 있었다. 카이사르는 드루이드들이 커다란 버들고리 허수아비를 만들어 그 안에 사람을 넣고 불태우는 식으로 산제물을 바쳤다고 기록했는데, 이것을 오늘날 흔히 위커맨이라고 한다. 한편 10세기에 쓰여진 베른의 주석서에는 조금 다른 이야기가 나온다. 여기서는 드루이드들이 전쟁신 토우타티스, 농경신 에수스, 천둥신 타라니스에게 제물을 바쳤고, 이 때 토우타티스의 제물은 물에 던져서, 에수스의 제물은 목을 매달아서, 타라니스의 제물은 불에 태워서 바치는 식으로 방법이 달랐다고 한다.
디오도로스 시켈로스는 드루이드는 사람과 신을 연결하는 중간자적 존재이기 때문에 켈트의 신들에게 바치는 희생제의는 반드시 드루이드가 집전해야 한다고 기록했다.
서유럽에서 발굴되는 고고학적 증거들은 철기시대 켈트족이 인신공양을 했다는 주장을 대체로 뒷받침한다. 벨가이인의 거주지역이었던 오늘날의 프랑스 북서부 구르네쉬르아롱드, 리베몽쉬르앙크르에서 대규모 합장묘가 발견되었다. 발굴을 지도한 고고학자 Jean-Louis Brunaux는 이 합장묘들을 전쟁신에게 바친 인신공양의 현장이라고 해석했다. 다만 Martin Brown 등 몇몇 고고학자들은 이 유적이 산제물을 바친 것이 아니라 존경받는 전사들을 합장한 것이라고 달리 해석한다.
몇몇 역사학자들은 그리스-로마 저술가들이 켈트족에 관해 남긴 기록의 신빙성을 의심하기도 한다.  J. Rives는 그리스인들과 로마인들은 자신들의 문화적 우월성을 확고히 믿었던 민족들로, 켈트족 뿐만 아니라 유대인이나 기독교도의 종교적 관습 역시 미개하고 야만한 것으로 해석했다면서, 드루이드들이 희생제의를 했는지는 그 여부조차 불투명하다고 주장한다. 켈트학자 노라 채드윅 역시  드루이드들이 인간을 산제물로 바쳤다는 것은 로마 제국주의자들의 흑색선전에 불과하며, 드루이드들은 위대한 사상가들이었다고 주장한다.

### 철학・사상
알렉산드로스 오 폴뤼이스토르는 드루이드들을 “철학자”라고 불렀으며, 그들이 피타고라스교식 영혼불멸, 환생, 윤회전생을 교리로 삼았다고 적었다.
카이사르 역시 『갈리아 전기』에 비슷한 기록을 남겼다. 『갈리아 전기』 제7권에서 카이사르는 이런 윤회전생 교리가 켈트족들이 전쟁에서 용맹을 발휘할 수 있는 원인이라고 진단했다. 죽어도 영혼은 불멸하여 다른 육체에서 되살아나므로 켈트족 전사들은 죽음을 두려워하지 않는다는 것이다. 이런 종교적 교리 외에도 천문학, 지리학 같은 자연철학도 드루이드들의 가르침에 포함되었다. 카이사르는 드루이드교가 부족의 공통조상을 비정하며, 그 조상은 유피테르, 또는 디스파테르라고 썼다.
기원전 36년 디오도로스 시켈로스는 드루이드들의 “피타고라스교식 교리”에 관한 보다 상세한 기록을 남겼다. 드루이드교 교리에 따르면 인간의 영혼은 불멸이며, 사람이 죽고 나서 정해진 햇수가 지나면 새 생명을 얻는다. 민속학자 도널드 알렉산더 맥켄지는 드루이드교의 윤회 관련 교리가 인도 마우리아 제국의 아소카 왕이 불교 선교사들을 보내서 그 영향을 받은 것이라고 주장했다. 그렇게 직접적인 영향이 있었으리라 주장하지 않더라도, 인도유럽어족이 공유하는 신화종교적 공통점이 발현한 것이라고 생각하는 학자들도 있다.

## 신화
드루이드는 아일랜드 신화에서 중요한 역할을 맡고 있다. 신화의 드루이드들은 대개 왕공귀족들을 섬기는 고위 사제이자 자문관으로, 예언 능력을 비롯한 여러 가지 마법적 능력을 지니고 있다. 얼스터 대계에서 콘코바르 막 네사 왕의 궁정 드루이드인 카흐바드가 대표적인 사례다. 카흐바드는 얼스터 대계의 여러 이야기에 등장하는데, 대개 자기 능력으로써 미래를 예견하는 역할을 맡는다. 예컨대 데르드러 이야기에서 카흐바드는 데르드러가 너무 아름다운 여자로 자라서 여러 왕공귀족들이 데르드러를 차지하려고 전쟁을 벌일 것이고, 그 과정에서 울라의 위대한 전사 세 명이 나라를 등질 것이라 예언한다. 물론 콘코바르 왕은 이 예언을 무시했고, 예언은 이루어졌다.
이런 신화 속의 드루이드들 중 으뜸은 단연 아메르긴 글룽겔이라 할 수 있다. 아메르긴은 신화 대계에 등장하는, 밀레시안들의 드루이드이자 음유시인이며 재판관이다. 밀레시안은 투어허 데 다넌이 지배하고 있던 에린 섬을 정복하고자 했으나 데 다넌의 드루이드들이 마술로 폭풍을 일으켜 밀레시안의 배들을 번번히 바다로 밀어냈다. 그래서 상륙을 못 하고 있던 차에, 아메르긴이 에린 섬 자체의 영을 소환하여 강력한 주문가를 걸었는데 이것이 「아메르긴의 노래」라고 알려져 있다. 마침내 상륙에 성공한 뒤 아메르긴은 형제들과 땅을 나누고 한 땅의 지배자가 되었으며, 올라브 에렌의 칭호를 얻었다.
그 외에 신화에 등장하는 드루이드로는 피니언 대계의 타드그 막 누어다트, 무그 리흐 등이 있다.

### 여드루이드

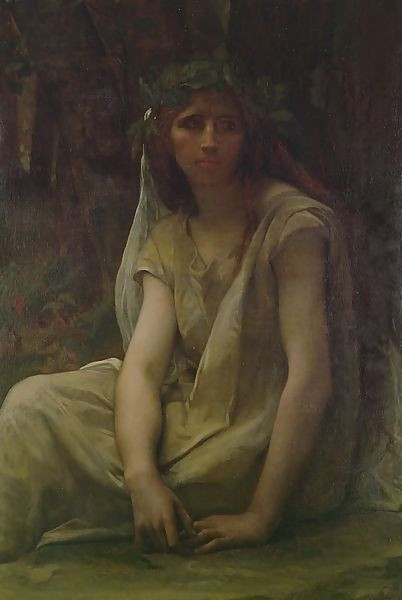
프랑스 화가 알렉상드르 카바넬의 「여드루이드」(The Druidess). 캔버스에 유화.

한편, 신화에는 여성 드루이드들도 다수 등장한다. 여성 드루이드들은 남성 드루이드들과 마찬가지로 사회적으로 중요한 역할과 지위를 맡고 있는 것으로 묘사된다. 아일랜드어에는 여성 드루이드를 가리키는 낱말이 여러 개 있는데, 예컨대 쿠얼러의 소몰이를 비롯한 여러 이야기들에서는 "반드리(아일랜드어: bandruí)"라는 말이 발견된다. 이것은 문자 그대로 해석하면 그냥 "여드루이드(ban→여자 + druí→드루이드)"라는 뜻이다. 피니언 대계에는 보그말이라는 여드루이드가 등장하여 주인공 핀 막 쿠월의 유년기 보호자 역할을 한다. 틀라크트거라는 여드루이드는 무그 리흐의 딸이라고 하며,  중세에 오늘날의 워드 고지에서 그ㅡ를 기리는 축제들이 열리기도 했다.
한편 투어허 데 다넌에는 비로그라는 여드루이드가 있다. 포모르의 마왕 발로르 비루그데르크가 자신의 외손자가 자기를 죽일 것이라는 예언을 듣게 되자 딸 에흐너를 토리섬의 탑에 가둔다. 이 때 비로그는 키안이 탑에 기어들어가 에흐너에게 루 라와더를 수태시키는 것을 돕는 조력자로 등장한다. 베 킬러라는 여드루이드는 플리다스의 딸이다. 베 킬러는 여드루이드가 아닌 마녀로 묘사되는 경우도 있는데, 딘센허스에 등장해 다른 투어허 데 다넌인들이 사악한 그리스인 마녀 카르만을 무찌르는 것을 돕는다. 한편 『에린 침략의 서』에는 렐베오(Relbeo)라는 네메드인 여드루이드가 등장한다. 렐베오는 그리스의 왕녀 출신이며, 페르구스 레흐데르그와 알마(Alma)를 낳았다. 또 알바(스코틀랜드)에는 도르놀(Dornoll)이라는 여드루이드가 있어서 영웅 로가러 부다흐와 코날 케르나크를 가르쳤다. 도르놀은 돔날 밀데말(Domnall Mildemail)의 딸이다.

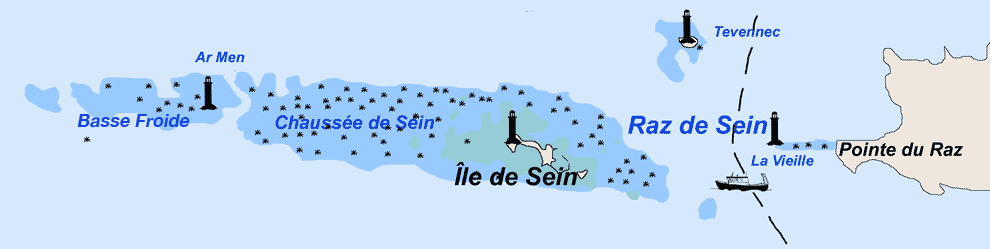
셍섬의 위치.

고전 시대의 여러 저술가들에 따르면, 브르타뉴 서쪽 바다의 셍섬에는 처녀 여사제들이 있었고 그들을 갈리제나이(Gallizenae) 또는 갈리세나이(Gallisenae)라고 했다. 기록들에 등장하는 이 갈리제나이는 신화의 여드루이드와 매우 비슷해 보인다.
이런 기록을 최초로 남긴 것은 그리스인 지도제작자 아르테미도로스 에페시오스이다. 이후 역사가 스트라본이 셍섬은 금남의 섬이며, 셍섬에 사는 여자들은 남편을 만나기 위해 브르타뉴 본토로 건너와야 하고, 그 여자들이 섬기는 신이 누구인지는 모른다는 내용을 부연했다. 폼포니오스 멜라는 갈리제나이들은 자문가이자 또한 치유사라고 다음과 같은 기록을 남겼다.
| “ | 브리튼해의 오시스미(Osismi) 해안 맞은편의 세나(Sena) 섬에는 갈리아의 신을 모시는 신녀들이 있는 것으로 유명하다. 이 신녀들은 평생 처녀성을 지키며, 그 수는 아홉이라고 한다. 그들은 갈리제나이(Gallizenae)라고 불리며, 주문을 외어 바다와 바람을 성나게 하고, 원하는 짐승으로 둔갑할 수 있으며, 다른 이들은 고칠 수 없는 병을 고치고, 앞으로 일어날 일을 내다보는 등 능력이 있다고 한다. 하지만 그들은 자신들에게 상담을 받기 위한 목적 이외의 목적을 가지고 출항한 항해자에게는 도움을 주지 않는다. | ” |
|   | — |   |